# Journée mondiale de l'environnement
La Journée mondiale de l'environnement  (JME) a été lancée par l'Organisation des Nations unies en 1972, à l'occasion de l'ouverture de la Conférence des Nations unies sur l'environnement de Stockholm. La JME met en avant un enjeu spécifique important différent chaque année concernant l'environnement.  
Hébergée dans une ville différente, elle est célébrée le 5 juin également avec une exposition internationale durant la semaine correspondante. La lumière faite sur le pays hôte contribue à mettre en évidence les défis environnementaux auxquels celui-ci est confronté et chaque pays est invité à initier des efforts pour y remédier, l'objectif étant d'œuvrer pour le bien-être de la Terre.
Il peut s'agir d'une initiative locale, nationale ou internationale, individuelle ou collective.

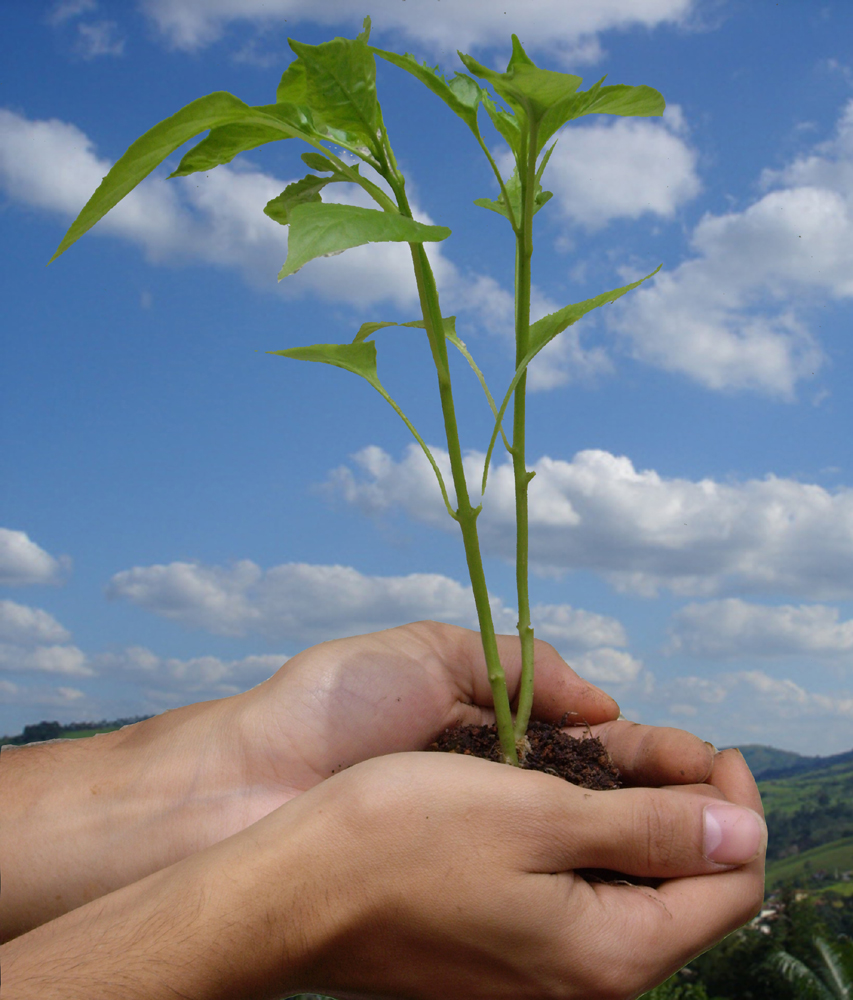

## Buts de la JME
L'objectif de la JME est de :
- Donner un visage humain aux problèmes environnementaux ;
- Amener les peuples à devenir les agents actifs du développement durable et équitable ;
- Promouvoir la compréhension du fait que les communautés sont incontournables dans les changements d'attitudes en ce qui concerne les problèmes environnementaux ;
- Défendre le partenariat qui assurera à toutes les nations et les peuples d'apprécier un futur plus sûr et plus prospère.

## Thèmes, slogans et principaux pays hébergeurs
Le pays hébergeur des manifestations principales de cette journée de l'environnement est indiqué en fin de ligne
- 2025 - #CombattreLaPollutionPlastique -  Corée du Sud[2]
- 2024 - Restauration des terres, la désertification et la résistance à la sécheresse - « Nos terres. Notre avenir. Nous sommes la #GénérationRestauration » - Riyad ( Arabie saoudite)[3]
- 2023 - Solutions à la pollution plastique -   Côte d'Ivoire, en partenariat avec les Pays-Bas[4]
- 2022 - Vivre durablement en harmonie avec la nature - « Une seule terre » -   Suède[5]
- 2021 - « Restauration des écosystèmes, ensemble » -  Pakistan[6]
- 2020 - « C'est le temps de la nature » -  Colombie
- 2019 - Le thème de cette année 2019 à Hangzhou, en  Chine est la sensibilisation à la pollution de l'air[7].
- 2018 - « Combattons la pollution plastique! » -   Inde[8].
- 2017 - « Rapprocher les gens de la Nature » -  Canada
- 2016 - « Tolérance zéro à l'égard du commerce illicite d’espèces sauvages » -  Angola[9]
- 2015 - « Sept milliards de rêve. Une seule planète, consommons avec modération » -  Italie
- 2014 - « Élevez votre voix, pas le niveau de la mer » -  Samoa
- 2013 - « Pensez-Mangez-Préservez » -  Mongolie[10].
- 2012 - « Économie verte : en faites-vous partie ? » - Rio de Janeiro ( Brésil).
- 2011 - «  Forêts : La nature à votre service. » - New Delhi ( Inde).
- 2010 - « Des millions d’espèces. Une planète. Un avenir commun. » - Kigali ( Rwanda).
- 2009 - « Votre planète a besoin de vous - Unissons-nous contre le changement climatique. » - Mexico ( Mexique).
- 2008 - « Non à la dépendance ! » - « Pour une économie à faible émission de carbone. » - Wellington ( Nouvelle-Zélande).
- 2007 - « La fonte des glaces, une question brûlante ? » - Tromsø ( Norvège).
- 2006 - « Déserts et désertification - Ne désertez pas les zones arides » - Alger ( Algérie).
- 2005 – « Des villes vertes, un plan pour la planète ! » - San Francisco ( États-Unis).
- 2004 - « Avis de Recherche ! Mers et océans : morts ou vivants ? » - Barcelone ( Espagne).
- 2003 - « L'eau : deux milliards de personnes en meurent d'envie » - Beyrouth ( Liban).
- 2002 - « Donnons une chance à la Planète » - Shenzhen ( Chine).
- 2001 - « Connectez-vous à la cyber toile de la vie » - Turin ( Italie) et La Havane ( Cuba).
- 2000 - « Faisons de l'an 2000 le début du millénaire de l'environnement » - « Il est temps d'agir ! » - Adelaide ( Australie).
- 1999 - « Notre Terre, notre avenir : sauvons-la ! » - Tokyo ( Japon).
- 1998 - « Pour la vie sur Terre – Sauvons nos océans » - Moscou ( Russie).
- 1997 - « Pour la vie sur Terre » - Séoul ( Corée du Sud).
- 1996 - « Notre Terre, notre habitat, notre domicile » - Istanbul ( Turquie).
- 1995 - « Nous, les peuples : unis dans la défense de l’environnement mondial. » - Pretoria ( Afrique du Sud).
- 1994 - « Une Terre, une famille » - Londres ( Royaume-Uni).
- 1993 - « La pauvreté et l’environnement - Briser le cercle vicieux. » - Beijing ( Chine).
- 1992 - « Une seule Terre ; soigner et partager » - Rio de Janeiro ( Brésil).
- 1991 - « Les changements climatiques et la nécessité d’un partenariat mondial. » - Stockholm ( Suède).
- 1990 - « Les enfants et l’environnement. » - Mexico ( Mexique).
- 1989 - « Alerte au réchauffement climatique ! » - Bruxelles ( Belgique).
- 1988 - « Quand le peuple privilégie l’environnement, le développement est durable. » - Bangkok ( Thaïlande).
- 1987 - « Environnement et logement : mieux qu’un toit. » - Nairobi ( Kenya).
- 1986 - « Un arbre pour la paix. »
- 1985 - « La jeunesse: population et environnement. »
- 1984 - « La désertification. »
- 1983 - « La gestion et le stockage des déchets toxiques : la pluie acide et l’énergie. »
- 1982 - « Stockholm dix ans plus tard (rappel des préoccupations environnementales). »
- 1981 - « Les nappes phréatiques ; des substances toxiques dans les chaînes alimentaires humaines et les aspects économiques de l’environnement. »
- 1980 - « Un nouveau défi pour la prochaine décennie – Développement sans destruction. »
- 1979 - « Un seul avenir pour nos enfants – Développement sans destruction. »
- 1978 - « Le développement sans destruction. »
- 1977 - « Préserver la couche d’ozone ; érosion et dégradation du sol ; bois de feu. »
- 1976 - « L’eau : source de vie. »
- 1975 - « Les établissements humains. »
- 1974 - « Une seule Terre. »